# Madras and Southern Mahratta Railway
| Madras and Southern Mahratta Railway                          | Madras and Southern Mahratta Railway                |
| ------------------------------------------------------------- | --------------------------------------------------- |
| Lokomotive Nr. 381 der M&SMR, BESA-Baureihe P                 |                                                     |
| Streckennetz der Madras and Southern Mahratta Railway um 1914 |                                                     |
| Streckenlänge:                                                | Breitspur (1937): 1757 km Meterspur (1937): 2755 km |
| Spurweite:                                                    | 1676 mm und 1000 mm                                 |
|                                                               |                                                     |

Die Madras and Southern Mahratta Railway, abgekürzt M&SMR,  entstand 1908 aus der Verschmelzung der 1884 eröffneten Southern Mahratta Railway, die ein großes Meterspurnetz betrieb und der Madras Railway, deren Schienennetz in indischer Breitspur gebaut war.
Die Streckennetze wurden von der Regierung übernommen und die neue Gesellschaft wurde mit dem Betrieb der Eisenbahn beauftragt.
Das Unternehmen wurde nach der von der indischen Regierung 1926 eingeführten Indian Railway Classification als Eisenbahn der Klasse I eingestuft.
1936 war die Gesellschaft im Besitz von 663 Dampflokomotiven, 1561 Personenwagen und 15 092 Güterwagen.
Am 1. April 1944 wurde die M&SMR verstaatlicht und am 14. April 1951 wurde sie mit der South Indian Railway und der Mysore State Railway zur Southern Railway, einer Regionalgesellschaft der Indian Railways, zusammengeschlossen.